# لیکستر (ماساچوست)
لیکستر، ماساچوست
لیکستر(به انگلیسی: Leicester) شهرکی در شهرستان ورچستر ایالت ماساچوست می‌باشد که در سال ۱۷۱۴ بنیان‌گذاری شده‌است. این شهرک در سرشماری سال ۲۰۱۰ میلادی، ۱۰٬۹۷۰ نفر جمعیت داشته‌است.